# إليك ديفيز
إليك ديفيز (بالإنجليزية: Alec Davies)‏ (21 مايو 1920 في المملكة المتحدة - 1 فبراير 1998) هو لاعب كرة قدم بريطاني (وحمل سابقاً جنسية المملكة المتحدة لبريطانيا العظمى وأيرلندا) في مركز جناح ‏. لعب مع شيفيلد وينزداي وفريكلي أثلتيك ‏ ولينكولن سيتي أف سي.